# Trispinaria setosa
Trispinaria setosa är en stekelart som beskrevs av Van Achterberg 1991. Trispinaria setosa ingår i släktet Trispinaria och familjen bracksteklar. Inga underarter finns listade i Catalogue of Life.